# Schizostachyum curranii
Schizostachyum curranii är en gräsart som beskrevs av James Sykes Gamble. Schizostachyum curranii ingår i släktet Schizostachyum och familjen gräs. Inga underarter finns listade i Catalogue of Life.